# Musikjahr 1807
Liste der Musikjahre

◄◄ | ◄ | 1803 | 1804 | 1805 | 1806 | Musikjahr 1807 | 1808 | 1809 | 1810 | 1811 | ► | ►►

Weitere Ereignisse
Dieser Artikel behandelt das Musikjahr 1807.

## Ereignisse
- 29. Juli: Das Napoleonische Theaterdekret beschränkt die Anzahl der Spielstätten auf acht große Theater in Paris, die sich zudem jeweils auf eine bestimmte Gattung von Darbietungen spezialisieren müssen.

## Instrumental- und Vokalmusik (Auswahl)
- 13. September: Ludwig van Beethovens Messe in C-Dur op. 86 wird in Eisenstadt uraufgeführt. Das Werk wurde von Nikolaus II. von Esterházy in Auftrag gegeben und fiel nicht nach dem Geschmack des Auftraggebers aus.
- Ludwig van Beethoven: Uraufführung der 4. Sinfonie in B-Dur op. 60; halbprivate Uraufführung des 4. Klavierkonzerts im März im Palais Lobkowitz; Coriolan-Ouvertüre op. 62; Ouvertüre Nr. 1 zur Oper Leonore
- Johann Simon Mayr: Traiano all’Eufrate (Kantate für 3 Stimmen, Chor und Orchester)
- Gioachino Rossini: Sinfonia di Bologna
- François-Adrien Boieldieu: Sonata für Violine op. 7; Sonata für Violine op. 8
- Louis Spohr: Concertante für Harfe, Violine und Orchester Nr. 2 e-Moll; Konzert Nr. 5 Es-Dur, op. 17
- Johann Ladislaus Dussek: 3 Streichquartette G, B, Es op. 60; Trio für Klavier, Flöte und Violoncello F op.; Elégie harmonique sur la mort du Prince Louis Ferdinand de Prusse, Sonate fis op.
- Anton Eberl: In questa tomba oscura, Arietta für Singstimme und Klavier, (eines der letzten Werke des Komponisten, der im März verstarb)
- Johann Baptist Cramer: 4. Klavierkonzert C-Dur op. 38
- Anton Reicha: Quintett für Violoncello und Streich-Quartett in E

## Musiktheater
- 17. Februar: Uraufführung der Oper Joseph von Étienne-Nicolas Méhul nach einem Libretto von Alexandre-Vincent Pineux Duval nach biblischen Motiven an der Opéra-Comique in Paris.
- 24. Februar: Die Uraufführung des Melodrams Die Glocke von Justin Heinrich Knecht findet in Stuttgart statt.
- 19. März: Uraufführung der Oper Elisa von Giovanni Paisiello (komponiert zusammen mit Johann Simon Mayr) in Neapel.
- 16. Juli: Uraufführung der Oper The Fortress von James Hook
- 17. August: Uraufführung der Oper Né l’un, né l’altro von Johann Simon Mayr an der Scala in Mailand.
- 27. August: Uraufführung der Oper Music Mad von James Hook
- 08. Oktober: Uraufführung der dreiaktigen Oper Lina ou Le Mystère von Nicolas Dalayrac in Paris, (Opéra-Comique).
- 00. November: Uraufführung der Oper Belle ciarle e tristi fatti von Johann Simon Mayr in Venedig.
- 15. Dezember: Uraufführung der Oper La vestale (Die Vestalin) von Gaspare Spontini in Paris

Weitere Uraufführungen
- Antonio Salieri: Danaus (deutsche Fassung des 1784 erschienenen Werks Les Danaïdes)
- François-Adrien Boieldieu: Amour et mystère ou Lequel est mon cousin?, (komische Oper) Uraufführung in St. Petersburg.
- Joseph Weigl: Der Komponist bringt in diesem Jahr folgende drei Opern heraus: (1) Kaiser Hadrian; (2) Adrian von Ostade und (3) Cleopatra.
- Louis Emmanuel Jadin: Les Arts et l’amitié (Oper).

## Geboren

### Geburtsdatum gesichert
- 02. Januar: Tomasz Napoleon Nidecki, polnischer Komponist († 1852)
- 06. Januar: Ludwig Erk, deutscher Volksliedforscher und Volksliedsammler († 1883)
- 23. Januar: Joseph Casavant, kanadischer Orgelbauer († 1874)
- 06. Februar: Hans Matthison-Hansen, dänischer Komponist und Organist († 1890)
- 11. Februar: Napoleon Orda, polnischer Komponist, Pianist und Künstler († 1883)
- 15. Februar: Ignacy Feliks Dobrzyński, polnischer Pianist und Komponist († 1867)
- 07. März: Adolph Methfessel, deutscher Komponist († 1878)
- 08. März: Alphonse Thys, französischer Komponist († 1879)
- 14. März: Maria Anna de Loor, niederländische Konzertsängerin und Harfenistin († 1854)
- 06. April: Ludwika Jędrzejewicz, polnische Komponistin und Schriftstellerin († 1855)
- 27. April: Giuseppe Rocca, italienischer Geigenbauer († 1865)
- 07. Mai: Ignác Ondříček, tschechischer Geiger und Kapellmeister († 1871)
- 15. Mai: Luigi Ferdinando Casamorata, italienischer Komponist, Musikwissenschaftler und Musikkritiker († 1881)
- 31. Mai: Franz Meinl, mährisch-österreichischer Orgelbauer († 1888)
- 06. Juni: Adrien-François Servais, belgischer Cellist und Komponist († 1866)

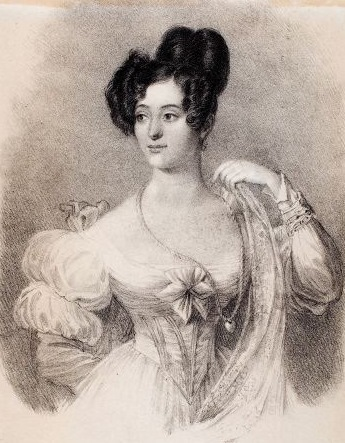
Marietta Brambilla; * 19. Juni

- 19. Juni: Marietta Brambilla, italienische Opernsängerin und Gesangspädagogin († 1875)
- 27. Juni: Vinzenz Deutschmann, österreichischer Orgelbauer († 1838)
- 20. August: Caroline Wiseneder, deutsche Komponistin, Chorleiterin und Pädagogin († 1868)
- 27. August: Karl Franzewitsch Albrecht, russischer Komponist († 1863)
- 15. September: Jan van Boom, niederländischer Komponist, Pianist und Musikpädagoge († 1872)
- 17. September: Ignaz Lachner, deutscher Komponist und Dirigent († 1895)
- 21. Oktober: Napoléon-Henri Reber, französischer Komponist († 1880)
- 28. Oktober: Cyprian Romberg, deutscher Cellist († 1865)
- 16. November: François George Hainl, französischer Violoncellist, Dirigent und Komponist († 1873)

### Genaues Geburtsdatum unbekannt
- Giulio Cesare Ferrarini, italienischer Dirigent, Geiger und Musikpädagoge († 1891)
- Ernst Friedrich Gäbler, deutscher Komponist, Musiklehrer und Dirigent († 1893)
- Simon Anton Zimmermann, deutscher Dirigent, Chorleiter und Komponist († 1876)

### Geboren um 1807
- Anton Müller, österreichischer Orgelbauer († 1865)

## Gestorben

### Todesdatum gesichert

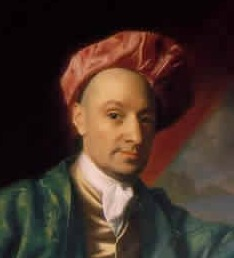
Václav Josef Bartoloměj Praupner; † 1. April

- 01. April: Václav Josef Bartoloměj Praupner, tschechischer Komponist (* 1745)
- 10. April: Anna Amalia von Braunschweig-Wolfenbüttel, deutsche Komponistin und durch Heirat Herzogin von Sachsen-Weimar-Eisenach (* 1739)
- 14. Mai: Friedrich Methfessel, deutscher Komponist (* 1771)
- 12. Juni: Johann Franz Brendler, schwedisch-deutscher Flötist (* 1773)
- 02. September: Antonio Casimir Cartellieri, Komponist (* 1772)
- 20. September: Honoré Langlé, monegassischer Komponist (* 1741)
- 30. September: Johann Carl Christian Fischer, deutscher Komponist und Musiker (* 1752)
- 19. Dezember: Friedrich Melchior Grimm, deutscher Schriftsteller, Journalist, Theater- und Musikkritiker und Diplomat (* 1723)

### Genaues Todesdatum unbekannt
- Johann Georg Bäßler, deutscher reformierter Kirchenmusiker und Komponist (* 1753)

### Gestorben vor 1807
- Wilhelm Pohl, deutscher Komponist (* 1759)

### Gestorben um 1807
- Wenzel Okenfus, mährisch-österreichischer Orgelbauer (* 18. Jahrhundert)